# Sainte-Cécile-d'Andorge
 Sainte-Cécile-d'Andorge  es una población y comuna francesa, situada en la región de Languedoc-Rosellón, departamento de Gard, en el distrito de Alès y cantón de La Grand-Combe.

## Demografía
| 773 | 620 | 499 | 476 | 483 | 490 |
| Para los censos de 1962 a 1999 la población legal corresponde a la población sin duplicidades (Fuente: INSEE [Consultar]) |     |     |     |     |     |